# 색줄멸
색줄멸은 색줄멸과의 물고기이다. 몸길이 15cm 정도로 멸치와 비슷하나 몸에 비늘이 단단히 붙어 있고, 비늘 둘레에 무딘 톱니가 있는 것이 특징이다. 옆에 청색을 띤 은백색의 폭이 넓은 세로띠가 한 줄있다. 동물성 플랑크톤을 먹으며 무리를 지어 생활한다. 한국·일본·중국·타이완에 분포한다.